# Les rayons Röntgen
Les rayons Röntgen ist ein kurzer Trickfilm von Georges Méliès aus dem Jahr 1898.

## Filminhalt
In dem einminütigen Schwarzweißfilm wird ein Mann von einem Arzt geröntgt, worauf sich das Skelett vom Körper loslöst und herumläuft, während der restliche Körper zurückbleibt. Daraufhin beginnt ein Streit mit dem Arzt, bis es zur Explosion kommt.
Der Stummfilm aus der Trickschmiede Méliès ist der erste Film, in dem der Wissenschaftler Opfer seiner explodierenden Gerätschaften wurde. Die Entdeckung der Röntgenstrahlung war erst kurz zuvor Ende Dezember 1895 von Wilhelm Röntgen beschrieben worden und die Röntgentechnik zu dem Zeitpunkt alles andere als ausgereift, was den Phantasien über die Nebenwirkungen freien Lauf ließ.
Die Filmlänge wird mit 65 feet (20 Meter) angegeben.